# Variaș
Variaș là một xã thuộc hạt Timiș, România. Dân số thời điểm năm 2002 là 6118 người.